# Oxyopes sertatus
Oxyopes sertatus es una especie de araña del género Oxyopes, familia Oxyopidae. Fue descrita científicamente por L. Koch en 1878.
Habita en India, China, Taiwán, Corea y Japón.